# 萨洛马季诺农村居民点
萨洛马季诺农村居民点（俄语：Саломатинское сельское поселение）是俄罗斯联邦伏尔加格勒州卡梅申区所属的一个农村居民点。其下辖有2个居民点，行政中心为萨洛马季诺。据2016年统计，该农村居民点的人口为1522人。